# Chintalnar
Chintalnar fou un estat tributari protegit del tiupus zamindari, feudatari de l'estat de Bastar i dependent del districte de Chanda a les Províncies Centrals. La superfície és de 1.243 km² i la població el 1881 de 4.374 habitants amb 48 pobles. El riu principal era el Chintalnala, afluent del Talper. La capital era a Jigargunda.